# Main-Spessart járás
Main-Spessart egy bajor járás Alsó-Frankföldben. A járás főhelye Karlstadt. Main-Spessart járás Bad Kissingen, Schweinfurt, Würzburg, Main-Tauber, Miltenberg, Aschaffenburg és Main-Kinzig járásokkal határos. Lakosainak száma 126 523 fő (2017. december 31.).

## Városok és községek
| Városok 1. Arnstein 2. Gemünden am Main 3. Karlstadt 4. Lohr am Main 5. Marktheidenfeld 6. Rieneck 7. Rothenfels Községek vásárjoggal 1. Burgsinn 2. Frammersbach 3. Karbach 4. Kreuzwertheim 5. Obersinn 6. Thüngen 7. Triefenstein 8. Zellingen Községtelen területek (172,51 km²) 1. Burgjoß (23,13 km²) 2. Forst Aura (23,42 km²) 3. Forst Lohrerstraße (21,35 km²) 4. Frammersbacher Forst (16,81 km²) 5. Fürstlich Löwensteinscher Park (30,67 km²) 6. Haurain (3,14 km²) 7. Herrnwald (2,99 km²) 8. Langenprozeltener Forst (8,66 km²) 9. Partensteiner Forst (19,36 km²) 10. Rothenberg (5,18 km²) 11. Ruppertshüttener Forst (17,82 km²) | Községek 1. Aura im Sinngrund 2. Birkenfeld 3. Bischbrunn 4. Erlenbach bei Marktheidenfeld 5. Esselbach 6. Eußenheim 7. Fellen 8. Gössenheim 9. Gräfendorf 10. Hafenlohr 11. Hasloch 12. Himmelstadt 13. Karsbach 14. Mittelsinn 15. Neuendorf 16. Neuhütten 17. Neustadt am Main 18. Partenstein 19. Rechtenbach 20. Retzstadt 21. Roden 22. Schollbrunn 23. Steinfeld 24. Urspringen 25. Wiesthal | közigazgatási közösségek 1. Burgsinn (Burgsinn, Obersinn, Aura im Sinngrund, Fellen és Mittelsinn) 2. Gemünden a.Main (Gössenheim, Gräfendorf és Karsbach) 3. Kreuzwertheim (Kreuzwertheim, Hasloch és Schollbrunn) 4. Lohr am Main (Neuendorf, Neustadt am Main, Rechtenbach és Steinfeld) 5. Marktheidenfeld (Rothenfels, Karbach, Birkenfeld, Bischbrunn, Erlenbach bei Marktheidenfeld, Esselbach, Hafenlohr, Roden és Urspringen) 6. Partenstein (Neuhütten, Partenstein és Wiesthal) 7. Zellingen (Thüngen, Zellingen, Himmelstadt és Retzstadt) |

## Népesség
A járás népessége az elmúlt években az alábbi módon változott:
| Lakosok száma | 126 496 | 126 295 | 125 915 | 126 123 | 126 301 | 126 523 |
|               | 2012    | 2013    | 2014    | 2015    | 2016    | 2017    |